# Rita Johnston
Rita Margaret Johnston (* 22. April 1935 in Melville, Saskatchewan als Rita Leichert) ist eine kanadische Politikerin. Sie war vom 2. April bis zum 5. November 1991 Premierministerin der Provinz British Columbia und Vorsitzende der British Columbia Social Credit Party. Außerdem war sie die erste Frau an der Spitze einer kanadischen Provinzregierung.

## Biografie
Johnston betrieb zusammen mit ihrem Ehemann eine Wohnwagensiedlung in der Stadt Surrey. Auch war sie in der städtischen Handelskammer und in der Vereinigung der Hauseigentümer tätig. 1969 wurde sie in den Stadtrat von Surrey gewählt. Nachdem Bürgermeister Bill Vander Zalm in die Provinzpolitik gegangen war, kandidierte sie 1975 für seine Nachfolge und unterlag um weniger als 100 Stimmen.
Im Mai 1983 folgte die Wahl zur Abgeordneten des Wahlbezirks Surrey in der Legislativversammlung von British Columbia. Johnston war ab 1986 Ministerin im Kabinett von Premierminister Vander Zalm, wobei sie sich vor allem den Bereichen Gemeinden und Verkehr widmete. 1990 ernannte Vander Zalm sie zum Vizepremier.
Während dieser Zeit erschütterten zahlreiche Skandale die British Columbia Social Credit Party. Vander Zalms Exzentrik und sein rechtspopulistischer Kurs trieben moderate Socreds zur British Columbia Liberal Party. Wegen eines Interessenkonflikts musste Vander Zalm am 2. April 1991 zurücktreten und Johnston übernahm die Regierungsgeschäfte. Drei Monate später wurde sie offiziell zur neuen Vorsitzenden gewählt, doch konnte sie den Zerfall ihrer Partei nicht aufhalten. Bei den Wahlen am 17. Oktober 1991 halbierte sich der Wähleranteil der Socreds, auch Johnston selbst verlor ihren Sitz im Parlament. Am 5. November folgte ihr Michael Harcourt als neuer Premierminister von British Columbia nach.
Im Januar 1992 gab Johnston auch den Parteivorsitz auf und zog sich weitgehend aus der Öffentlichkeit zurück. In der Folge versank die Social Credit Party, die vier Jahrzehnte lang die Provinzpolitik dominiert hatte, innerhalb weniger Jahre in die völlige Bedeutungslosigkeit.